# Sitxovka
Sitxovka - Сычёвка (rus) - és una ciutat de l'óblast de Smolensk, a Rússia entre els rius Vazuza i Losmina, a 234 km al nord-est de Smolensk.

## Història
Sitxovka és mencionada per primera vegada el 1488 com una vótxina d'Ivan el Jove, un príncep de Tver, fill d'Ivan III. El seu nom, derivat de la palabra sitx significa "mussol petit" o "persona lúgubre".
El 1776 rebé l'estatus de ciutat. Es connectà a la línia de ferrocarril construïda el 1881 entre Likhoslavl, Torjok, Rjev i Viazma, kilòmetre 184.
Durant la Segona Guerra Mundial fou ocupada el 10 d'octubre del1941 per les tropes de l'Alemanya nazi i alliberada per l'Exèrcit Roig el 8 de març de 1943.

## Demografia
| 1897   | 1959  | 1970  | 1979  | 1989  | 1996  | 2002  | 2008  | 2009  | 2014  |
| ------ | ----- | ----- | ----- | ----- | ----- | ----- | ----- | ----- | ----- |
| 12 200 | 8 000 | 8 500 | 8 900 | 9 643 | 9 300 | 8 683 | 7 800 | 7 638 | 8 212 |